# توموکی مندا
توموکی مندا (انگلیسی: Tomoki Menda؛ زادهٔ ۶ ژوئیهٔ ۱۹۹۳) بازیکن فوتبال اهل ژاپن است.